# Талоркан I
Талоркан I (*Talorcan mac Enfret, д/н —657) — король Піктії у 653-657 роках.

## Життєпис
Походив зі знатного англо-піктського роду Еоппінгів. Син Енфріта та піктської принцеси Бебби, сестри короля Гартнарта III. Його батько у 616 році втік до Піктії після вбивства батька (діда Талоркана) Етельфріта, короля Берніції. Десь після цього відбулося народження Талоркана. Останній залишився серед піктів, коли його батько у 633 році повернувся на батьківщину, де став королем Берніції.
Про діяльність Талоркана у молоді роки нічого невідомо. Напевне до приходу до влади мав військовий досвід. У 653 році після смерті короля Талорка III, стає новим володарем Піктії.
У 654 році він переміг скоттів у битві при Страт-Етаірте і вбив їх далріадського короля Дунхада мак Конайнг. Вважається, що Талоркан I визнав себе васалом стрийка Освіу, короля Берніції та Нортумбрії, і виплачував йому данину. Помер у 657 році за невідомих причин.